# Patto ABC

Stati del patto ABC

Il Patto ABC (ufficialmente Patto di non aggressione, consultazione e arbitrato) prende il nome dalle iniziali dei paesi, Argentina, Brasile e Cile, che firmarono un accordo il 15 maggio 1915 per formare una cooperazione di non aggressione e arbitrato.
L'accordo era un modo per controbilanciare l'influenza degli Stati Uniti nella regione e stabilire un equilibrio e meccanismi di consultazione tra i tre paesi firmatari.
Sebbene il trattato sia diventato ufficiale solo dopo la ratifica da parte del Brasile, gran parte della politica estera dei tre paesi tra il 1915 e il 1930 si è basata su consultazioni e iniziative reciproche, diventando, in pratica, una sorta di "Patto ABC".
Il primo utilizzo noto della frase "ABC Powers" risale al 1914. Tra il 21 aprile e il 30 giugno di quell'anno, i membri del "Patto ABC" si incontrarono alle Cascate del Niagara per mediare diplomaticamente al fine di evitare la guerra tra i paesi Stati Uniti e Messico, a seguito dell’acuirsi delle tensioni dovute al Caso Tampico e all’Occupazione statunitense di Veracruz.
Alla conferenza gli Stati Uniti erano rappresentati da Frederick W. Lehmann, ex procuratore generale del paese, e Joseph Rucker Lamar, giudice associato della Corte Suprema degli Stati Uniti. Questo evento è stato un precursore del riavvicinamento diplomatico con la firma del "Patto ABC".
Il termine "Patto ABC" è stato utilizzato dalla stampa o negli ambienti diplomatici quando questi paesi promuovono congiuntamente iniziative di integrazione in Sud America, quando ci sono accordi o azioni ufficiali in politica estera o quando ci sono governi con caratteristiche ideologiche e politiche simili nel tre paesi.